# Јајни зуб
Јајни зуб је мало, оштро испупчење код неких животиња које се легу из јаја, а које служи младунчету да при излегању из јајета пробије љуску или површину јајета. Присутан је код већине птица и гмизаваца, а сличан дио тијела постоји и код жаба и паукова.
Неки гуштери и змије имају прави зуб који се након излегања одбацује. Други гмизавци и птице углавном имају сличну израслину која у каснијем развоју младунчета отпада.

## Птице
Када птиче постане превелико да би уносило кисеоник кроз поре на љусци јајета оно јајним зубом пробија у комору са ваздухом која се налази на затупљеном крају јајета. Та комора пружа довољно ваздуха за неколико сати живота, за које вријеме птиче мора да пробије и љуску јајета. Јајни зуб отпада неколико недјеља након излегања.
Птица киви нема јајни зуб, па се из јајета сразмјерно танке љуске пробија користећи ноге и кљун.

## Гмизавци
Младунчад змија се легу у јајима са јаком, кожастом љуском. Јајни зуб малих змија поцијепа љуску директно, без ваздушне коморе, а змија га се ријеши са првим пресвлачењем коже. Слично се дешава и гуштерима.